# شرکت علوم و صنعت هوافضای چین
شرکت علوم و صنعت هوافضای چین (انگلیسی: China Aerospace Science and Industry Corporation) شرکت دولتی فناوری هوافضا و صنایع جنگ‌افزاری چینی است، که در سال ۱۹۹۹ توسط سازمان ساساک تأسیس شد.